# وادي راجب
وادي راجب هو وادي ينبع من نبع في منطقة راجب  في محافظة عجلون في الأردن، يمتد هذا الوادي من نبع راجب إلى منطفة الأغوار غرب الأردن . تتمتع المنطقة التي يوجد فيها وادي راجب بمناظر جميلة إذ تعد تلك المنطقة منطقة سياحية .تصل مياه وادي راجب  إلى غور الأردن وبالتحديد إلى منطقة البلاونة حيث يستخدم المزارعون مياه هذا الوادي في ري المزروعات التي يمتاز بها وادي الأردن ،إذ يعد السلة الغذائية في الأردن.
ويصب هذا الوادي في قناة الملك عبد الله.
يعتبر الوادي من أهم المصادر المائية في محافظة عجلون ويروي 43 ألف دونم تزرع بالخضراوات والأشجار المثمرة الزيتون ، الرمان ، البوباي ، والمانجا ، والافوكادو ، الفيجيوي ، الكاكا ، الكيميكواي ، والاسكدنيا ، الحمضيات والعنب واللوزيات، إضافة إلى أشجار الدلب والصفصاف و الدفلى التي تشكل مع شلالات المياه والطواحين القديمة لوحة جميله ومنظرا خلابا. ويعد هذا الوادي بمكوناته جاذبا للسياحة لامتيازه بسمات فريدة ومنها الطبيعة والآثار والمياه وخصوصا في الربيع عندما تتفتح أزهار أشجار المشمش ونوار طلع الزيتون وأزهار الدفلى
تشير التنقيبات الأثرية القريبة من الوادي إلى ان الإنسان سكنه منذ آلاف السنين ، كما اكتشفت بعض الأرضيات الفسيفسائية والحجارة الأثرية التي ترك عليها الإنسان بصماته ونقوشه إضافة إلى بعض الآثار التي ما زالت ماثلة إلى يومنا هذا والمتمثلة بالطواحين القديمة وتوفر عدد من المواقع الأثرية